# Nyanza tartomány

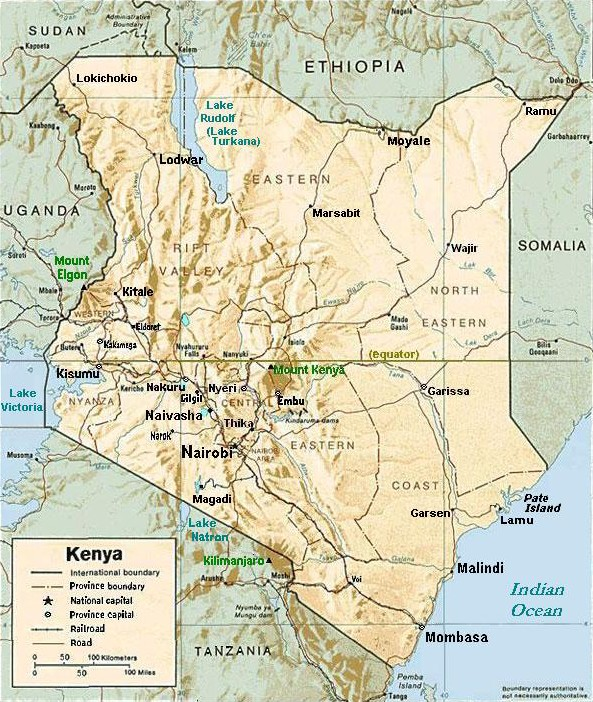
Nyanza Kenya térképén, fővárosa Kiszumu (Kisumu) - nagyításhoz kattints a képre.

Nyanza egyike Kenya nyolc tartományának, az ország délnyugati részében, a Viktória-tó keleti partján. Lakosai főképp luók, de élnek itt egyéb bantu nyelvű népek is, mint a gusziik, a kurják és kevés luhja. 
A tartomány területe 16,162 km², népessége 1999-es adatok szerint 4 392 196 volt. Fővárosa Kiszumu. Éghajlata nedves trópusi.
Nevének jelentése „nagy víz” a bantu szukumák nyelvén, akik a Viktória-tó tanzániai partvidékén élnek. 

## Kerületei
Kezdetben a tartománynak csak négy kerülete (wilaya) volt, az 1990-es években azonban ezekhez újabbakat adtak. A jelenlegi kerületek:
Kerület (főváros)
- Bondo Bondo
- Gucsa (Ogembo [1])
- Homa-öböl Homa-öböl
- Kiszii (Kiszii [2])
- Kiszumu (Kiszumu)
- Kurja (Kehancsa)
- Migori (Migori)
- Nyamira (Nyamira [3])
- Nyando (Awaszi)
- Racsuonyo (Oyugisz)
- Sziaya (Sziaya)
- Szuba (Mbita)